# Hecatomb
Hecatomb es un juego creado por Wizards of the Coast para un público mayor en octubre de 2005 y fue publicado en la GenCon. Lo que más atrae de este nuevo juego, es que sus cartas no son cómo las demás (de cuatro lados), sino que son de 5 lados, o sea pentagonales. El set básico contiene 144 cartas, sin embargo, ya salió el segundo llamado Last Hallow's Eve. Se dice que pronto saldrá la edición de este juego en español.
En el fin del mundo, los únicos seres que quedan son los Endbringers y sus ejércitos. Tú representas a un Endbringer, quien debe aniquilar a los demás para así abacar finalmente con el mundo. Para ello usarás a tus siervos (Minions) para fusionarlos y covertirlos en Abominaciones (Abominations), criaturas horrorosas que lucharán con las de otro Endbringer. Tu objetivo es conseguir 20 almas. Una vez conseguido este objetivo ganas la partida.

## Tipos de Carta
- Minion (siervo): Se puede jugar un minion solo o sobre otro minion para formar una abominación o complementar una ya existente. Existen también siervos de combate en el combate.
- Fate (destino): Son invocaciones o maldiciones que se juegan, aplican su efecto en juego y se van al cementerio. También existen destinos de combate.
- Relic (reliquia): Son objetos tecnológicos que se quedan en juego después de haber sido jugados.
- God (dios): Los dioses se invocan para que relicen un efecto inmediato y luego se quedan en juego.
- Mana (Maná): Cualquier carta que juegues en tu zona de maná se transforma en una carta de maná.
- Abominación: Es una sola unidad formada por cartas de siervos.

- Datos: Q451694